# نشان‌گذاری برا-کت
نشان‌گذاری برا-کت (به انگلیسی: Bra-ket notation) یک نوع نشان‌گذاری جهت توضیح موقعیت جسم در مکانیک کوانتم است که برای نمایش آن از کمانک زاویه‌دار و خط عمودی استفاده می‌شود که نام آن برا (به انگلیسی: bra) و کت (به انگلیسی: ket) می‌گویند. مانند {\displaystyle \langle \phi |\psi \rangle } که به سمت چپ {\displaystyle \langle \phi |} برا و به سمت راست {\displaystyle |\psi \rangle } کت می‌گویند. این نشان‌گذاری اولین بار توسط دیراک معرفی شد و به همین دلیل به آن نشان‌گذاری دیراک نیز می‌گویند.

## برا و کت
فضای کت فضای برداری مختلطی است که بعد آن بر طبق طبیعت سیستم فیزیکی مورد نظر معین می‌شود.

## کاربرد در مکانیک کوانتم
در مکانیک کوانتم، وضعیت یک سیستم فیزیکی مانند پرتو با یک عدد مختلط در فضای هیلبرت،  {\displaystyle {\mathcal {H}}} و یک نقطه در فضای هیلبرت، هر بردار در پرتو با "ket" که {\displaystyle |\psi \rangle } نوشته می‌شود، و کتِ سای خوانده می‌شود. (هر متغیر دیگری می‌تواند جایگزین علامت سای که یک نماد یونانی است، شود)
هر کت می‌تواند با تعدادی بردار یکه مشخص شود،
{\displaystyle |\psi \rangle =(c_{0},c_{1},c_{2},...)^{T},}
به علت اینکه فضای هیلبرت دارای بی‌نهایت بعد است؛ و به همین دلیل می‌توان یک متغیر کت را با بی‌نهایت بردار نشان داد. برا نمایشگر هر بردار خاص از این بی‌نهایت بردار است،
{\displaystyle \langle x|\psi \rangle =\psi (x)\ =ce^{-ikx}.}
هر ket {\displaystyle |\psi \rangle } یک همزاد برا دارد، که به صورت {\displaystyle \langle \psi |} نوشته می‌شود. مثلاً برای مطابق با کت بالا عبارت است از:
{\displaystyle \langle \psi |=(c_{0}^{*},c_{1}^{*},c_{2}^{*},\dots )}
این یک تابع خطی پیوسته از {\displaystyle {\mathcal {H}}} به اعداد مختلط {\displaystyle \mathbb {C} } است که به صورت زیر تعریف می‌شود:
{\displaystyle \langle \psi |:{\mathcal {H}}\to \mathbb {C} :\langle \psi |\left(|\rho \rangle \right)=\operatorname {IP} \left(|\psi \rangle \;,\;|\rho \rangle \right)} برای همه «کت»های {\displaystyle |\rho \rangle }

## ویژگی‌ها
خطی بودن
- هنگامی که براها توابعی خطی‌اند:

{\displaystyle \langle \phi |\;{\bigg (}c_{1}|\psi _{1}\rangle +c_{2}|\psi _{2}\rangle {\bigg )}=c_{1}\langle \phi |\psi _{1}\rangle +c_{2}\langle \phi |\psi _{2}\rangle .}
شرکت‌پذیری
- براها و کت‌ها شرکت‌پذیرند، نظیر:

{\displaystyle \langle \psi |(A|\phi \rangle )=(\langle \psi |A)|\phi \rangle }
{\displaystyle (A|\psi \rangle )\langle \phi |=A(|\psi \rangle \langle \phi |)}

### همیوغ هرمیتی
{\displaystyle \langle \phi |A|\psi \rangle ^{*}=\langle \psi |A^{\dagger }|\phi \rangle }
{\displaystyle \langle \phi |A^{\dagger }B^{\dagger }|\psi \rangle ^{*}=\langle \psi |BA|\phi \rangle }

## عملگر واحد
داریم:
{\displaystyle |\psi \rangle =\sum _{i\in \mathbb {N} }\langle e_{i}|\psi \rangle |e_{i}\rangle ,}
بنابر این به سادگی می‌توان نتیجه گرفت:
{\displaystyle \sum _{i\in \mathbb {N} }|e_{i}\rangle \langle e_{i}|={\hat {1}}}